# Liste der Kulturdenkmale in Haselbachtal

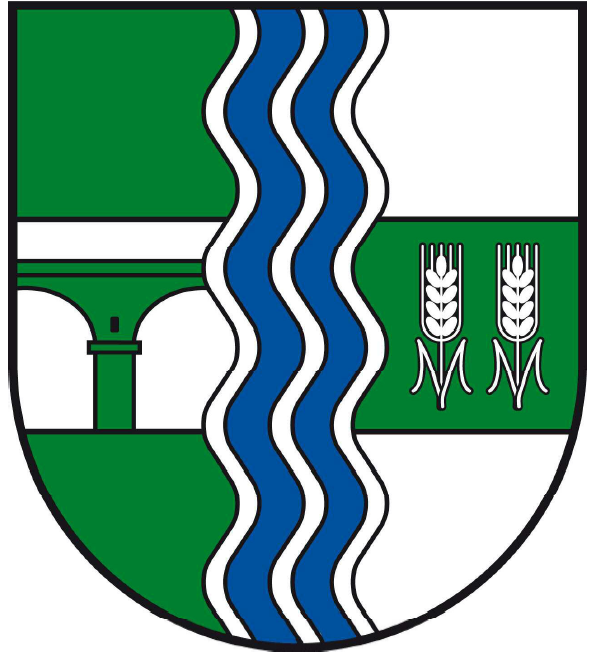
Wappen

In der Liste der Kulturdenkmale in Haselbachtal sind die Kulturdenkmale der sächsischen Gemeinde Haselbachtal verzeichnet, die bis August 2017 vom Landesamt für Denkmalpflege Sachsen erfasst wurden (ohne archäologische Kulturdenkmale). Die Anmerkungen sind zu beachten.
Diese Liste ist eine Teilliste der Liste der Kulturdenkmale im Landkreis Bautzen.

## Liste der Kulturdenkmale in Bischheim
| Bild                                    | Bezeichnung | Lage                                 | Datierung                                                             | Beschreibung | ID       |
| --------------------------------------- | --- | ------------------------------------ | --------------------------------------------------------------------- | --- | -------- |
| Direkt Bild zu diesem Denkmal hochladen | Steindeckerbrücke über den Haselbach | Am Haselbach 3 (bei) (Karte)         | 19. Jahrhundert                                                       | Kulturgeschichtlich und ortsbildprägend von Bedeutung, Granit, stand bis 2002 ohne Straßenangabe in der Denkmalliste | 09227329 |
|                                         | Wohnstallhaus | Am Haselbach 10 (Karte)              | Ende 18. Jahrhundert                                                  | Obergeschoss Fachwerk verbrettert, Granitgewände, baugeschichtlich und straßenbildprägend von Bedeutung | 09227345 |
|                                         | Steindeckerbrücke über den Haselbach | Am Haselbach 19 (bei) (Karte)        | 19. Jahrhundert                                                       | Kulturgeschichtlich und ortsbildprägend von Bedeutung, stand bis 2002 ohne Hausnummerangabe in der Denkmalliste | 09227346 |
| Direkt Bild zu diesem Denkmal hochladen | Wohnhaus mit integrierter Werkstatt und Einfriedung | Am Haselbach 27 (Karte)              | Um 1900                                                               | Obergeschoss Fachwerk verbrettert, baugeschichtlich von Bedeutung, bis 2012 irrtümlich unter Nummer 25 in der Denkmalliste | 09227347 |
| Direkt Bild zu diesem Denkmal hochladen | Westliche Scheune eines Dreiseithofes | Am Haselbach 34 (Karte)              | 2. Hälfte 19. Jahrhundert                                             | Bruchsteinmauerwerk, Obergeschoss verbrettert, zwei große Wagendurchfahrten, baugeschichtlich und ortsbildprägend von Bedeutung | 09227348 |
| Weitere Bilder                          | Gutspark Rittergut Bischheim (Sachgesamtheit) | Hauptstraße (Karte)                  | 2. Drittel 18. Jahrhundert (Gutspark); 18. Jahrhundert (Brücke)       | Sachgesamtheit Gutspark Rittergut Bischheim mit folgenden Einzeldenkmalen: sogenannter Großer Teich mit Insel, sogenannter Inselteich mit Insel, darauf Pavillon mit Statue der Flora, zwei Teichständer, Kaskade, Sonnenuhr, Steintischgruppe, Schwanenhäuschen, Eiskeller, Aussichtspunkt „Pilz“ und umlaufende Einfriedungsmauer mit zwei Torpfeilern des Eingangstores (siehe Einzeldenkmalliste Obj. 09227349, gleiche Anschrift), der Gutspark mit Kanal- und Wegesystem (Gartendenkmal) sowie alle Steindeckerbrücken, kleinere Steinbänke und Treppenanlagen im Park als Sachgesamtheitsteile; baugeschichtlich, künstlerisch, gartenkünstlerisch und ortsgeschichtlich von Bedeutung | 09304247 |
| Weitere Bilder                          | Sogenannter Großer Teich mit Insel, sogenannter Inselteich mit Insel, darauf Pavillon mit Statue der Flora, zwei Teichständer, Kaskade, Sonnenuhr, Steintischgruppe, Schwanenhäuschen, Eiskeller, Aussichtspunkt „Pilz“ und umlaufende Einfriedungsmauer mit zwei Torpfeilern des Eingangstores | Hauptstraße (Karte)                  | 18. Jahrhundert (Einfriedung und Statue)                              | Einzeldenkmale der Sachgesamtheit Gutspark Rittergut Bischheim (siehe auch Sachgesamtheitsdokument Obj. 09304247); baugeschichtlich, künstlerisch und ortsgeschichtlich von Bedeutung | 09227349 |
| Direkt Bild zu diesem Denkmal hochladen | Rundbogenbrücke über den Haselbach | Hauptstraße 17 (vor) (Karte)         | 19. Jahrhundert                                                       | Baugeschichtlich und ortsbildprägend von Bedeutung, segmentbogige Bogenbrücke aus Naturstein mit relativ flacher Scheitelhöhe | 09227352 |
|                                         | Erdkeller | Hauptstraße 60 (bei) (Karte)         | Bezeichnet mit 1812                                                   | Keller aus Bruchsteinmauerwerk, im 19. Jahrhundert Gefängnis der Gemeinde, ortsgeschichtlich von Bedeutung | 09227360 |
| Weitere Bilder                          | Drei Rundbogenbrücken über den Haselbach | Hauptstraße 62, 64, 72 (bei) (Karte) | 2. Hälfte 19. Jahrhundert                                             | Baugeschichtlich und ortsbildprägend von Bedeutung, Straßenbrücken aus Naturstein, Rundbogenbrücke bei Nummer 62, Segmentbogenbrücke mit neuer Fahrbahnplatte bei Nummer 64, Rundbogenbrücke mit flacher Scheitelhöhe bei Nummer 72 | 09227336 |
| Weitere Bilder                          | Wohnstallhaus und gegenüber liegende Scheune eines Dreiseithofes ohne Anbauten | Hauptstraße 69 (Karte)               | 2. Hälfte 19. Jahrhundert                                             | Weitgehend unveränderte Bestandteile des herkömmlichen Ortsbildes, baugeschichtlich und wirtschaftsgeschichtlich von Bedeutung. - Wohnstallhaus: originale Kubatur und Proportionen, Traufseite Obergeschoss Sichtfachwerk, auch im Inneren authentische Grundrisseinteilung, teilweise originale Türen, Fachwerk-Lehm-Wände und alte Dielenfußböden - Scheune: Lehmausfachung an der Giebelseite, typische Holzverbretterung und originale Fenster- und Toröffnungen | 09227337 |
| Weitere Bilder                          | Nordwestliches Wohnstallhaus, südwestliches Seitengebäude, zwei Toreinfahrtspfeiler und Erdkeller eines Vierseithofes | Hauptstraße 99 (Karte)               | Ende 18. Jahrhundert                                                  | Wohnstallhaus Obergeschoss Fachwerk verbrettert, hofseitiges Fachwerk verputzt, Seitengebäude Obergeschoss Sichtfachwerk zur Hofseite, baugeschichtlich und wirtschaftsgeschichtlich von Bedeutung, Fenster zum Teil verändert | 09227342 |
|                                         | Wegestein | Hauptstraße 100 (bei) (Karte)        | 19. Jahrhundert                                                       | Verkehrsgeschichtlich von Bedeutung, Granitstele mit gerundetem Abschluss | 09227339 |
| Weitere Bilder                          | Turmwindmühle | Jahnstraße 16 (Karte)                | 1865                                                                  | Bruchsteinmauerwerk, Kegeldach, baugeschichtlich, ortsbildprägend, ortsgeschichtlich und technikgeschichtlich von Bedeutung, Zur Talmühle (frühere Wassermühle) zugehörig. Stand bis 2002 irrtümlich unter „Jahnstraße 4“ in der Denkmalliste. | 09227357 |
|                                         | Denkmal für die Gefallenen des Ersten Weltkrieges | Kirchweg (Karte)                     | Nach 1918                                                             | Ortsgeschichtlich von Bedeutung | 09227355 |
| Weitere Bilder                          | Kirche mit Kirchhof, Denkmal für die Gefallenen von 1870/71, eine Grabanlage und ein Grabmal an der südlichen Kirchenwand sowie Einfriedungsmauer mit Kirchhofstor | Kirchweg (Karte)                     | 1803                                                                  | Schlichte Saalkirche mit Turm, Fassade mit breiten Putzbändern und hohen Stichbogenfenstern, baugeschichtlich und ortsgeschichtlich von Bedeutung. - Grabanlage der Familie von Bünau in Art einer Tempelfront, Agnes Marte von Bünau (gestorben 1879) und Rudolph von Bünau (gestorben 1880) - Grabmal Siegismund von Carlowitz (1740–1818), Sandstein | 09227354 |
| Weitere Bilder                          | Pfarrhof mit Pfarrhaus, westlicher und südlicher Scheune, Garten sowie Einfriedungsmauer | Kirchweg 11 (Karte)                  | 1. Hälfte 18. Jahrhundert (Pfarrhaus); 18. Jahrhundert (Pfarrscheune) | Pfarrhaus Obergeschoss Fachwerk verputzt, Giebel verbrettert, westliche Scheune Putzbau mit Krüppelwalmdach, südliche Scheune Bruchsteinbau mit Lüftungsschlitzen, Giebel verbrettert, Satteldach, baugeschichtlich, ortsgeschichtlich und ortsbildprägend von Bedeutung | 09227353 |
| Direkt Bild zu diesem Denkmal hochladen | Steindeckerbrücke über den Haselbach | Schwosdorfer Straße (Karte)          | Bezeichnet mit 1777                                                   | Kulturgeschichtlich und ortsbildprägend von Bedeutung | 09227343 |

## Liste der Kulturdenkmale inGersdorf
| Bild                                    | Bezeichnung | Lage                               | Datierung                                                | Beschreibung | ID       |
| --------------------------------------- | --- | ---------------------------------- | -------------------------------------------------------- | --- | -------- |
| Direkt Bild zu diesem Denkmal hochladen | Wohnstallhaus | An den Weiden 3 (Karte)            | Ende 18. Jahrhundert, Kern älter                         | Obergeschoss Fachwerk verputzt, Giebel verbrettert, baugeschichtlich von Bedeutung, Scheunenanbau jünger | 09223917 |
| Weitere Bilder                          | Eisenbahnviadukt | Bahnhofstraße (Karte)              | 1869–1871                                                | Eisenbahngeschichtlich, baugeschichtlich und technikgeschichtlich von Bedeutung, Granitmauerwerk | 09223916 |
| Weitere Bilder                          | Kirche mit Kirchhof, westliches Nebengebäude mit Tordurchfahrt, Einfriedungsmauer mit Zugangspforte im Westen und Kirchhofstor im Osten | Elstraer Straße (Karte)            | Neuaufbau nach 1945 (Kirche); um 1800 (Kirchhofstorhaus) | Kirche schlichter Putzbau mit Satteldach und gerade geschlossenem Chor, Turm mit Welscher Haube im Süden, baugeschichtlich und ortsgeschichtlich von Bedeutung. Sandsteingrabmal Joh. Gottlob Hübner (1801–1857), Teppichfabrikant. | 09223923 |
|                                         | Wohnstallhaus | Mühlweg 10 (Karte)                 | Anfang 19. Jahrhundert                                   | Obergeschoss Fachwerk, verbrettert, baugeschichtlich von Bedeutung | 09226990 |
| Direkt Bild zu diesem Denkmal hochladen | Denkmal für die Gefallenen des Ersten Weltkrieges                                                                                       | Niedergersdorfer Straße (Karte)    | Nach 1918                                                | Granitobelisk, ortsgeschichtlich von Bedeutung | 09223920 |
| Direkt Bild zu diesem Denkmal hochladen | Wohnstallhaus (ohne Anbau) | Niedergersdorfer Straße 6 (Karte)  | 1. Hälfte 19. Jahrhundert                                | Obergeschoss Fachwerk verputzt, Giebel verbrettert, typische ursprüngliche Ortsbebauung, baugeschichtlich von Bedeutung | 09223915 |
|                                         | Wohnhaus mit Schmiede und Nebengebäude                                                                                                  | Niedergersdorfer Straße 32 (Karte) | Wetterfahne bezeichnet mit 1933                          | Bausubstanz weitgehend unverändert erhalten, baugeschichtlich und ortsgeschichtlich von Bedeutung, zweigeschossiger Putzbau mit breitem Dachhäuschen mit Mansarddach mit Schopf, bezeichnet in Wetterfahne, Wetterfahne als Schmied mit Pferd | 09223918 |
| Weitere Bilder                          | Pfarrhaus, Einfriedung mit Inschrifttafel und Garten                                                                                    | Niedergersdorfer Straße 48 (Karte) | Bezeichnet mit 1751                                      | Obergeschoss Fachwerk verputzt, Segmentbogenportal, Schlussstein mit Wappen und Datierung, Inschrifttafel an der Einfriedung erinnert an Geburtshaus der Mutter Lessings, baugeschichtlich und ortsgeschichtlich von Bedeutung, Einfriedung mit Inschrifttafel: „Hier stand das Geburtshaus der Mutter von Gotthold Ephraim Lessing, Justina Salome Lessing, geb. Feller, 3.11.1703-7.3.1777“, Pfarrhaus 1902 abgerissen | 09223922 |
|                                         | Wohnstallhaus | Obergersdorfer Straße 24 (Karte)   | Anfang 19. Jahrhundert                                   | Obergeschoss Fachwerk verbrettert, baugeschichtlich von Bedeutung, Erdgeschoss Bruchstein, Granitgewände | 09226989 |
| Direkt Bild zu diesem Denkmal hochladen | Wohnstallhaus eines ehemaligen Dreiseithofes                                                                                            | Obergersdorfer Straße 44 (Karte)   | 1827                                                     | Obergeschoss Fachwerk verbrettert, baugeschichtlich von Bedeutung. - Wirtschaftsgebäude: Fachwerk, Türgewände aus Holz, Lehmausfachung, bezeichnet im Türsturz, Abbruch des ortsbildprägenden Fachwerk-Wirtschaftsgebäudes genehmigt am 10. Februar 1997 | 09223930 |
| Direkt Bild zu diesem Denkmal hochladen | Bergkeller | Schrebergartenweg (Karte)          | 19. Jahrhundert                                          | Bruchsteinmauerwerk, sozialgeschichtlich von Bedeutung | 09223929 |
| Weitere Bilder                          | Turmwindmühle | Wiesenweg 5 (Karte)                | Nach 1846                                                | Bruchsteinbau, baugeschichtlich, technikgeschichtlich und ortsbildprägend von Bedeutung | 09223919 |

## Liste der Kulturdenkmale in Häslich
| Bild                                    | Bezeichnung                                                                                               | Lage                                   | Datierung | Beschreibung | ID       |
| --------------------------------------- | --- | -------------------------------------- | --- | --- | -------- |
| Direkt Bild zu diesem Denkmal hochladen | Denkmal für die Gefallenen des Ersten und Zweiten Weltkrieges, mit Einfriedung                            | Am Schulweg, gegenüber Nr. 11c (Karte) | Nach 1918, nach 1945 | Ortsgeschichtlich von Bedeutung | 09227331 |
| Weitere Bilder                          | Mühlengebäude mit Mühlentechnik und nördlich daran anschließendes Wohnhaus (Haselbachmühle)               | Dorfstraße 3 (Karte)                   | 1932 | Mühlengebäude dreigeschossiger Putzbau, Wohnhaus zweigeschossiger Putzbau mit Dachhäuschen, Sandsteingewände, baugeschichtlich, technikgeschichtlich und ortsgeschichtlich von Bedeutung | 09227359 |
| Weitere Bilder                          | Freilichtmuseum der Granitindustrie                                                                       | Dorfstraße 18 (Karte)                  | Ende 19. Jahrhundert (Steinbruch); vor 1900 (Steinsäge); um 1900 (Steinbruchschmiede, Lokschuppen und Versorgungsgebäude) | Sachgesamtheit ehemaliger Granitsteinbruch mit nachfolgenden Baulichkeiten und Anlagen als Sachgesamtheitsteile: sogenannter Sozialbau mit Küche und Speiseraum, Schmiede und Kontor, Kompressorraum, Lokschuppen, Gleisanlagen mit Drehscheiben, Kabelkrananlage, Gattersäge, Sprengschutzturm und Sprengmittelaufbewahrungsbehälter, Laderampe und Wegenetz; ortsgeschichtlich und produktionsgeschichtlich von Bedeutung sowie ortsbildprägender Wert | 09227009 |
| Weitere Bilder                          | Wohnstallhaus, Ausgedinge, Scheune und Pferdestall eines Vierseithofes sowie Brunnen                      | Reichenbacher Straße 2 (Karte)         | Bezeichnet mit 1788 (Wohnstallhaus/Balken); Anfang 19. Jahrhundert (Auszugshaus); 1927 (Scheune); um 1800 (Pferdestall)   | Wohnstallhaus Obergeschoss Fachwerk verbrettert, baugeschichtlich und wirtschaftsgeschichtlich von Bedeutung, Scheune zweigeschossig, Pferdestall Bruchsteinmauerwerk, Einfriedung Granitpfosten | 09227334 |
|                                         | Wohnstallhaus, ohne Anbau                                                                                 | Reichenbacher Straße 4 (Karte)         | Anfang 19. Jahrhundert | Obergeschoss Fachwerk, baugeschichtlich von Bedeutung | 09227333 |
| Weitere Bilder                          | Wohnstallhaus, Scheune mit Tordurchfahrt und Seitengebäude eines Dreiseithofes sowie Trog und Einfriedung | Reichenbacher Straße 34, 36 (Karte)    | 1874 (Wohnstallhaus); 1891 (Seitengebäude)                                                                                | Bruchsteinmauerwerk, baugeschichtlich und wirtschaftsgeschichtlich von Bedeutung, Sandsteintafel mit Namen des Erbauers, zum Teil verändert | 09227332 |

## Liste der Kulturdenkmale in Möhrsdorf
| Bild                                    | Bezeichnung                                                                             | Lage                       | Datierung                                                     | Beschreibung | ID       |
| --------------------------------------- | --------------------------------------------------------------------------------------- | -------------------------- | ------------------------------------------------------------- | --- | -------- |
| Weitere Bilder                          | Müllerwohnhaus und Schneidemühle mit Mühlentechnik eines Mühlenanwesens (Strauchmühle ) | Haselbachstraße 1 (Karte)  | Anfang 19. Jahrhundert (Müllerwohnhaus); um 1915 (Sägegatter) | Müllerwohnhaus Obergeschoss Fachwerk verbrettert, baugeschichtlich, ortsgeschichtlich und technikgeschichtlich von Bedeutung. 1995 war an Technik noch vorhanden: Gatter der Firma Berthold, Neukirch (ca. 1915), Gatterfundament (Antrieb), Radkammer zwischen Wohnmühlengebäude und Schneidemühle. | 09226991 |
|                                         | Wohnstallhaus mit hinterem Wohnhausanbau                                                | Haselbachstraße 41 (Karte) | 2. Hälfte 18. Jahrhundert                                     | Wohnstallhaus Obergeschoss Fachwerk, Giebel verbrettert, Lehmausfachung, massiver Wohnhausanbau, baugeschichtlich und straßenbildprägend von Bedeutung. - Wohnstallhaus traufseitig zur Straße: zweigeschossig, massives Erdgeschoss aus Granitsteinmauerwerk,Fachwerkobergeschoss, Fenster- und Kellerfenster-Rahmungen aus Sandstein, Giebel verbrettert mit Sonnenmotiv, großes Satteldach mit Schieferdeckung, Haustür original, vermutlich 1. Hälfte 19. Jahrhundert - Wohnhaus-Anbau hangseitig mit Gartenterrasse: zweigeschossig, fünf Achsen, Dachhaus, Granitmauerwerk, Sandsteingewände, Haustür mit Granitgewände, Schieferdach, zwei Stufen zur Haustür mit eisernem Fußabstreicher, original: Haustür mit Oberlicht, Fenster, Winterfenster, Steintreppenhaus, Türen im Innern - Talseitiges Wohnhaus: zweigeschossig, hohes Sockelgeschoss, drei Achsen, Zwerchhaus, Bruchsteinbau, Putzfassade, Schieferdach, Natursteingewände, Fenster und Haustür original sowie Türen im Innern - Einfriedung: Granitpfosten und Eisenzaun, reizvolles Ensemble, sehr malerische Lage zum Tal mit Haselbach hin | 09220718 |
|                                         | Wohnstallhaus                                                                           | Haselbachstraße 42 (Karte) | 1. Hälfte 18. Jahrhundert                                     | Obergeschoss Fachwerk verbrettert, Granittürstock, baugeschichtlich von Bedeutung | 09220719 |
| Direkt Bild zu diesem Denkmal hochladen | Wohnstallhaus                                                                           | Nussbaumweg 10 (Karte)     | 18. Jahrhundert, laut Auskunft 1798                           | Eingeschossiger Putzbau mit Kniestock, Giebel verbrettert, hölzernes Vorhäuschen, baugeschichtlich und sozialgeschichtlich von Bedeutung | 09220721 |
| Weitere Bilder                          | Turmwindmühle                                                                           | Windmühle 1 (Karte)        | 2. Hälfte 19. Jahrhundert                                     | Baugeschichtlich, ortsbildprägend und technikgeschichtlich von Bedeutung | 09220722 |

## Liste der Kulturdenkmale in Reichenau
| Bild                                    | Bezeichnung | Lage                                                  | Datierung                                                    | Beschreibung | ID       |
| --------------------------------------- | --- | ----------------------------------------------------- | ------------------------------------------------------------ | --- | -------- |
| Direkt Bild zu diesem Denkmal hochladen | Mühlengebäude mit angebautem Gasthof und zwei Seitengebäude sowie Granittrog im Hof (Gruhls Mühle)                                  | An der Mühle 1 (Karte)                                | 1805 und später (Mühle); Anfang 19. Jahrhundert (Wassertrog) | Baugeschichtlich, ortsgeschichtlich und straßenbildprägend von Bedeutung. - Bäckerei/Gasthof: dreigeschossig, Gurtgesims, Fledermausgaupen, 1. Hälfte 19. Jahrhundert - Mühlengebäude: dreigeschossig, Klinker, Traufgesims, Zahnschnitt, Gurtgesims, im Erdgeschoss Rundbogenfenster mit Schlussstein, in den Obergeschossen Fenster von Segmentbogen aus Klinker überfangen, um 1875 (bis 1889), Altan mit aufwändigem Sandstein-Wappen (zwei Löwen tragen Wappenkartusche mit Inschriftband „Durch Fleiss und Kraft man Vieles schafft“) - Stallgebäude: Bruchsteinmauerwerk, Tordurchfahrt, eingeschossiger Vorbau vor Gaststätte, zuletzt als Schneiderei genutzt, großer Granittrog im Hof - Nebengebäude (Schuppen im Hof, kein Denkmal): Bruchsteinmauerwerk, eingeschossig, eingeschossiger Vorbau vor Gaststätte, zuletzt als Schneiderei genutzt | 09227300 |
| Direkt Bild zu diesem Denkmal hochladen | Stützmauer | Gräfenhainer Straße, Ecke Hermann-Richter-Weg (Karte) | 19. Jahrhundert                                              | Trockenmauer aus Bruchstein, baugeschichtlich und ortsbildprägend von Bedeutung | 09304267 |
| Direkt Bild zu diesem Denkmal hochladen | Rundbogenbrücke über die Pulsnitz                                                                                                   | Gräfenhainer Straße (Karte)                           | 19. Jahrhundert                                              | Hergestellt aus Granitbruchsteinen, die Stirnseiten der Bögen sind aus Granitquadern erstellt, die Stirnseiten mit Granitplatten abgedeckt, baugeschichtlich und straßenbildprägend von Bedeutung | 09227293 |
| Direkt Bild zu diesem Denkmal hochladen | Armenhaus | Gräfenhainer Straße 1 (Karte)                         | Bezeichnet mit 1845                                          | Eingeschossiger Putzbau mit profiliertem Traufgesims und Satteldach, teilweise Steingewände, sozialgeschichtlich und ortsgeschichtlich von Bedeutung, Biberschwanzdeckung | 09304254 |
| Direkt Bild zu diesem Denkmal hochladen | Wohnstallhaus | Gräfenhainer Straße 5 (Karte)                         | 1. Hälfte 19. Jahrhundert                                    | Obergeschoss Sichtfachwerk, Sandsteinfenster- und Türgewände, Satteldach mit Schieferdeckung, baugeschichtlich von Bedeutung | 09304264 |
| Direkt Bild zu diesem Denkmal hochladen | Wohnstallhaus mit Einfriedungsmauer                                                                                                 | Gräfenhainer Straße 14 (Karte)                        | 1. Hälfte 19. Jahrhundert                                    | Obergeschoss Fachwerk verkleidet, Giebel verbrettert, ursprüngliche Bebauung des Ortes, baugeschichtlich und ortsbildprägend von Bedeutung | 09227308 |
| Direkt Bild zu diesem Denkmal hochladen | Rundbogenbrücke über die Pulsnitz (Mühlbrücke)                                                                                      | Hermann-Richter-Weg (Karte)                           | Bezeichnet mit 1864                                          | Hergestellt aus Granitbruchsteinen, die Stirnseiten der Bögen sind aus Granitquadern erstellt, im Schlussstein flussabwärts bezeichnet, die Brüstung ist aufgemauert und mit Granitplatten abgedeckt, baugeschichtlich und ortsbildprägend von Bedeutung | 09227299 |
| Direkt Bild zu diesem Denkmal hochladen | Wohnstallhaus mit vorgelagerter Heiste, straßenbegleitende Stützmauer und darin befindlicher Keller                                 | Hermann-Richter-Weg 3 (Karte)                         | Anfang 19. Jahrhundert                                       | Wohnstallhaus Obergeschoss Fachwerk und zum Teil im Erdgeschoss, Giebeldreieck verbrettert, Keller mit Türstock aus Granit, baugeschichtlich und ortsbildprägend von Bedeutung | 09227298 |
| Direkt Bild zu diesem Denkmal hochladen | Wohnstallhaus, Scheune und Seitengebäude eines Dreiseithofes                                                                        | Hermann-Richter-Weg 5 (Karte)                         | Mitte 19. Jahrhundert                                        | Wohnstallhaus Putzbau mit Satteldach, gut erhaltene Bausubstanz, baugeschichtlich und wirtschaftsgeschichtlich von Bedeutung. - Wohnstallhaus: zweigeschossig, profilierte Fenstergewände, im Giebel Okulus und Zwillingsfenster mit Konsolen und Verdachung - Scheune: große Tordurchfahrt - Seitengebäude: Bruchsteinsockel, verbrettert | 09227297 |
| Direkt Bild zu diesem Denkmal hochladen | Wohnstallhaus | Hermann-Richter-Weg 6 (Karte)                         | Um 1820                                                      | Obergeschoss Fachwerk verbrettert, ursprüngliche Bebauung des Ortes, baugeschichtlich von Bedeutung | 09227296 |
| Direkt Bild zu diesem Denkmal hochladen | Wohnstallhaus mit Anbau | Hermann-Richter-Weg 19 (Karte)                        | Um 1820                                                      | Baukörper weitgehend unverändert, aber in desolatem Zustand, ursprüngliche Bebauung des Ortes, baugeschichtlich von Bedeutung, Bruchsteinmauerwerk im Sockelbereich und Erdgeschoss, Granitgewände, Keller, Obergeschoss Fachwerkkonstruktion mit Lehmausfachung, Trauf- und Giebelseite verbrettert, Seitengebäude abgebrochen, Bruchsteinmauern als Reste erhalten, Scheune mit vorgesetztem Anbau als Denkmal gestrichen | 09227295 |
| Direkt Bild zu diesem Denkmal hochladen | Westliches Wohnstallhaus eines Gehöfts                                                                                              | Hermann-Richter-Weg 23 (Karte)                        | Bezeichnet mit 1821                                          | Obergeschoss Fachwerk verbrettert, zur Hofseite verbretterter Kniestock, im Schlussstein bezeichnet, Segmentbogenportal, Frackdach, baugeschichtlich von Bedeutung | 09227294 |
| Direkt Bild zu diesem Denkmal hochladen | Einfriedungsmauer | Königsbrücker Straße 5a (Karte)                       | 19. Jahrhundert                                              | Verputzte Bruchsteinmauer, befindet sich im hinteren Grundstücksteil entlang der Gräfenhainer Straße, baugeschichtlich und ortsbildprägend von Bedeutung | 09304266 |
| Direkt Bild zu diesem Denkmal hochladen | Wohnstallhaus | Königsbrücker Straße 10 (Karte)                       | Anfang 19. Jahrhundert                                       | Obergeschoss Fachwerk, Giebel verschiefert, baugeschichtlich von Bedeutung | 09227301 |
| Direkt Bild zu diesem Denkmal hochladen | Nordwestliches Auszugshaus, östliches Seitengebäude und drei Pfeiler der Hofeinfahrt eines Dreiseithofes sowie Sandsteintrog im Hof | Königsbrücker Straße 16 (Karte)                       | Um 1850 (Auszugshaus); 1908 (Seitengebäude)                  | Auszugshaus verputzter Bruchsteinbau, im Innern schwarze Küche, baugeschichtlich und sozialgeschichtlich von Bedeutung. - Auszugshaus: massiver eingeschossiger Baukörper (Bruchstein) mit Satteldach, Natursteingewände der Fenster- und Türöffnungen, Granitsteinplatten im Eingangsbereich, Lehmdecke in Wohnstube (ohne sichtbare Holzbalken), alter Steigerschornstein, Oberstube (Dachgeschoss) mit Fachwerkwänden, Stallteil mit Flachdecke, mit schwarzer Küche - Seitengebäude: 1907 durch Blitzeinschlag abgebrannt, 1908 Neuaufbau, stattlicher massiver Baukörper auf längsrechteckigem Grundriss, zweigeschossig mit großem zweiflügeligem Holztor - Trog: großer Steintrog, rechteckig | 09301797 |
| Direkt Bild zu diesem Denkmal hochladen | Denkmal für die Gefallenen des Ersten Weltkrieges                                                                                   | Königsbrücker Straße 20 (bei) (Karte)                 | Nach 1918                                                    | In parkähnlicher Anlage, ortsgeschichtlich von Bedeutung | 09227305 |

## Liste der Kulturdenkmale in Reichenbach
| Bild                                    | Bezeichnung                                                      | Lage                                                                                         | Datierung                                                                                         | Beschreibung | ID       |
| --------------------------------------- | ---------------------------------------------------------------- | -------------------------------------------------------------------------------------------- | ------------------------------------------------------------------------------------------------- | --- | -------- |
| Weitere Bilder                          | Rundbogenbrücke (VII) über den Haselbach                         | Gemarkung Reichenbach, Flurstück 149a (Karte)                                                | 19. Jahrhundert                                                                                   | Hergestellt aus Granitbruchsteinen, die Stirnseiten der Bögen sind aus Granitquadern erstellt, die Brüstung (ruinös) ist aufgemauert und mit Granitplatten abgedeckt, baugeschichtlich von Bedeutung | 09227291 |
| Weitere Bilder                          | Steindeckerbrücke (V) über den Haselbach (Marxens Brücke)        | Gemarkung Reichenbach, Flurstück 180, in der Nähe der Ruine der ehemaligen Walkmühle (Karte) | 19. Jahrhundert                                                                                   | Widerlager aus Granitquadern gesetzt, baugeschichtlich von Bedeutung | 09227289 |
| Weitere Bilder                          | Steindeckerbrücke (VIII) über den Haselbach                      | Gemarkung Reichenbach, Flurstück 244, in der Nähe der Milchviehanlage (Karte)                | 19. Jahrhundert                                                                                   | Granit, Widerlager aus Granitbruchsteinen gemauert, baugeschichtlich von Bedeutung | 09227292 |
| Weitere Bilder                          | Steindeckerbrücke (VI) über den Haselbach                        | Gemarkung Reichenbach OS, Flurstück 224 (Karte)                                              | 19. Jahrhundert                                                                                   | Granit, Widerlager aus Granitbruchsteinen gemauert, baugeschichtlich von Bedeutung | 09227290 |
| Weitere Bilder                          | Steindeckerbrücke (III) über den Haselbach                       | Gemarkung Reichenbach, Flurstück 189a (Karte)                                                | 19. Jahrhundert                                                                                   | Granit, die Brücke besteht aus Doppel-T-Trägern und quer liegenden Granit-Deckersteinen, baugeschichtlich von Bedeutung | 09227287 |
| Weitere Bilder                          | Steindeckerbrücke (II) über den Haselbach (Viebigs Brücke)       | in der Nähe des Steinbruchs Schäfer (Karte)                                                  | 19. Jahrhundert                                                                                   | Granit, Widerlager aus Granitquadern gesetzt, baugeschichtlich von Bedeutung | 09227286 |
| Weitere Bilder                          | Rundbogenbrücke (I) über den Haselbach (Jutebrücke)              | Gemarkung Reichenbach OS, Flurstück 191/2 (Karte)                                            | 19. Jahrhundert                                                                                   | Aus behauenen Granitquadern hergestellt, die obere Abdeckung ist mit quer liegenden Steindeckern ausgeführt, baugeschichtlich von Bedeutung | 09227285 |
| Direkt Bild zu diesem Denkmal hochladen | Armenhaus                                                        | An der Pulsnitz 10 (Karte)                                                                   | Bezeichnet mit 1859                                                                               | Eingeschossig, Bruchsteinbau verputzt, an der Giebelseite bezeichnete Sandsteintafel, Granitgewände, Schleppgaupe, Bausubstanz weitgehend unverändert erhalten, ortsgeschichtlich und sozialgeschichtlich von Bedeutung, Inschrift der Sandsteintafel stark verwittert | 09227279 |
| Direkt Bild zu diesem Denkmal hochladen | Einfriedungsmauer des ehemaligen Rittergutes                     | Dorfplatz 2, 6 (Seitenweg/An der Pulsnitz) (Karte)                                           | 19. Jahrhundert                                                                                   | Trockenmauer aus Bruchstein, baugeschichtlich und ortsbildprägend von Bedeutung | 09304268 |
| Weitere Bilder                          | Kirche und Kirchhof mit Einfriedung, Lutherlinde und Gedenkstein | Pulsnitztalstraße, neben Nr. 20 (Karte)                                                      | 1748/1749 umgebaut, im Kern älter (Kirche); 1883 (Lutherlinde); bezeichnet mit 1883 (Gedenkstein) | Saalkirche, Putzbau mit Segmentbogenportalen, Walmdach mit hölzernem Dachreiter, Fledermausgaupen, baugeschichtlich und geschichtlich von Bedeutung. Inschrifttafeln „Hier steht durch Jesu Gnad/ein neu erbautes Haus, lass Lehrer Hoerer Herr vergnügt gehn ein und aus“. Gedenkstein: „Austiciis Jehovae et unis/Johannis/Ernest I. A. Knoch/Aedes/Haec/Exstrucia/vi/et/cultur/splendeat“. Schlichte Saalkirche von 1748/49. Dachreiter 1792 erneuert, Reparaturen 1834, 1875, 1902/03, 1980 Wiederherstellung der ursprünglichen Farbfassung des Innenraumes. Rechteckiger Putzbau mit Walmdach und stattlichem Dachreiter, Stichbogenfenster. Im Inneren flachgedeckt mit umlaufenden zweigeschossigen Emporen. Kanzelaltar, 1826, darüber Orgelempore. Kanzelkorb von je zwei korinthischen Säulen flankiert, Stichbogenvergiebelung. Hölzerne Taufe, 1749, in Kelchform. Romantische Orgel von Gottlob Heinrich Nagel, 1820. | 09227275 |
|                                         | Denkmal für die Gefallenen des Ersten Weltkrieges                | Pulsnitztalstraße 20 (bei) (Karte)                                                           | Nach 1918                                                                                         | Ortsgeschichtlich von Bedeutung | 09227273 |
| Direkt Bild zu diesem Denkmal hochladen | Rundbogenbrücke über den Haselbach                               | Pulsnitztalstraße 80 (bei) (Karte)                                                           | 19. Jahrhundert                                                                                   | Baugeschichtlich von Bedeutung | 09227284 |
| Weitere Bilder                          | Pfarrhaus mit Einfriedung und Toreinfahrt                        | Querweg 1 (Karte)                                                                            | 18. Jahrhundert                                                                                   | Wohnstallhaus, im Obergeschoss an der Ostseite Fachwerk mit Lehmausfachung, an Westseite ausgemauert, Giebel verbrettert, Krüppelwalmdach, Granitgewände, baugeschichtlich und ortsbildprägend von Bedeutung | 09227272 |
| Weitere Bilder                          | Wegestein                                                        | Querweg 1 (gegenüber) (Karte)                                                                | 19. Jahrhundert                                                                                   | Verkehrsgeschichtlich von Bedeutung, Wegestein aus Granit auf rechteckigem Grundriss, mit pyramidalem Abschluss | 09304257 |
| Direkt Bild zu diesem Denkmal hochladen | Stützmauer                                                       | Seitenweg, am Sportplatz (Karte)                                                             | 19. Jahrhundert                                                                                   | Trockenmauer aus Bruchstein, baugeschichtlich und ortsbildprägend von Bedeutung | 09227335 |
| Direkt Bild zu diesem Denkmal hochladen | Wohnstallhaus                                                    | Seitenweg 17 (Karte)                                                                         | 2. Hälfte 19. Jahrhundert                                                                         | Eingeschossiger Putzbau mit Kniestock, überkuppelte Zwillingsfenster im Giebel, sozialgeschichtlich von Bedeutung, Lüftungsrosetten, Wetterfahne, Granitgewände, originale Tür erhalten | 09227276 |

## Ehemalige Denkmäler

### Ehemaliges Denkmal (Bischheim)
| Bild | Bezeichnung   | Lage                  | Datierung            | Beschreibung | ID       |
| ---- | ------------- | --------------------- | -------------------- | --- | -------- |
|      | Wohnstallhaus | Kurze Gasse 3 (Karte) | Ende 18. Jahrhundert | Obergeschoss Fachwerk verbrettert, Granitgewände, typisch für die ursprüngliche Ortsbebauung, baugeschichtlich von Bedeutung; abgerissen | 09227338 |

### Ehemaliges Denkmal (Reichenau)
| Bild                                    | Bezeichnung                                      | Lage                           | Datierung              | Beschreibung | ID       |
| --------------------------------------- | ------------------------------------------------ | ------------------------------ | ---------------------- | --- | -------- |
| Direkt Bild zu diesem Denkmal hochladen | Wohnstallhaus (ohne Anbau) und Einfriedungsmauer | Gräfenhainer Straße 16 (Karte) | Anfang 19. Jahrhundert | Obergeschoss Fachwerk, Granitgewände, Frackdach, ursprüngliche Ortsbebauung, baugeschichtlich und ortsbildprägend von Bedeutung, Erdgeschoss Bruchsteinmauerwerk. Zwischen 2017 und 2024 aus der Denkmalliste gestrichen. | 09227306 |
| Direkt Bild zu diesem Denkmal hochladen | Ehemaliges Wirtschaftsgebäude des Rittergutes    | Gräfenhainer Straße 18 (Karte) | 16. Jahrhundert        | Stattlicher massiver zweigeschossiger Baukörper aus Bruchsteinmauerwerk mit geputzter Eckquaderung, diese teilweise mit Resten dekorierender Putzritzungen (Sgraffito), Granitgewände (zum Teil Renaissancegewände), Stützmauern, Fledermausgaupen, Satteldach, historisch wertvoller Dachstuhl, baugeschichtlich und ortsgeschichtlich von Bedeutung, Dichte der Bruchsteinwände ca. 120 cm, zweigeschossig, Satteldach mit Fledermausgaupen, Dachreiter zerstört, Putzquaderung an den Ecken und einige Fenstergewände scheinen aus der Renaissance zu stammen, Stall dreischiffig mit Kappengewölbe, 4 × 2 Pfeiler, 19. Jahrhundert, über Stallteil liegender Dachstuhl, ansonsten dreifach stehender mit Kehlbalken (Unterzug), vier Windverbände in der Mittelachse. 2020 abgerissen. | 09227307 |
| Direkt Bild zu diesem Denkmal hochladen | Wohnstallhaus und Einfriedungsmauer              | Königsbrücker Straße 2 (Karte) | Mitte 19. Jahrhundert  | Bruchstein verputzt, Krüppelwalmdach, weitgehend unverändertes Erscheinungsbild, baugeschichtlich und straßenbildprägend von Bedeutung; nach 2014 von der Denkmalliste gestrichen | 09227283 |

### Ehemaliges Denkmal (Reichenbach)
| Bild | Bezeichnung                         | Lage                             | Datierung       | Beschreibung | ID       |
| ---- | ----------------------------------- | -------------------------------- | --------------- | --- | -------- |
|      | Steindeckerbrücke über die Pulsnitz | Alte Dorfstraße 26 (bei) (Karte) | 19. Jahrhundert | Mit drei Geländerpfosten aus Granit, die Widerlager sind aus Granitbruchsteinen gemauert, die Brücke besteht aus Doppel-T-Trägern und quer liegenden Deckersteinen aus Granit, baugeschichtlich und ortsbildprägend von Bedeutung; im Mai 2020 war die Brücke entfernt | 09227271 |

## Tabellenlegende
- Bild: Bild des Kulturdenkmals, ggf. zusätzlich mit einem Link zu weiteren Fotos des Kulturdenkmals im Medienarchiv Wikimedia Commons. Wenn man auf das Kamerasymbol klickt, können Fotos zu Kulturdenkmalen aus dieser Liste hochgeladen werden:
- Bezeichnung: Denkmalgeschützte Objekte und ggf. Bauwerksname des Kulturdenkmals
- Lage: Straßenname und Hausnummer oder Flurstücknummer des Kulturdenkmals. Die Grundsortierung der Liste erfolgt nach dieser Adresse. Der Link (Karte) führt zu verschiedenen Kartendiensten mit der Position des Kulturdenkmals. Fehlt dieser Link, wurden die Koordinaten noch nicht eingetragen. Sind diese bekannt, können sie über ein Tool mit einer Kartenansicht einfach nachgetragen werden. In dieser Kartenansicht sind Kulturdenkmale ohne Koordinaten mit einem roten bzw. orangen Marker dargestellt und können durch Verschieben auf die richtige Position in der Karte mit Koordinaten versehen werden. Kulturdenkmale ohne Bild sind an einem blauen bzw. roten Marker erkennbar.
- Datierung: Baubeginn, Fertigstellung, Datum der Erstnennung oder grobe zeitliche Einordnung entsprechend des Eintrags in der sächsischen Denkmaldatenbank
- Beschreibung: Kurzcharakteristik des Kulturdenkmals entsprechend des Eintrags in der sächsischen Denkmaldatenbank, ggf. ergänzt durch die dort nur selten veröffentlichten Erfassungstexte oder zusätzliche Informationen
- ID: Vom Landesamt für Denkmalpflege Sachsen vergebene, das Kulturdenkmal eindeutig identifizierende Objekt-Nummer. Der Link führt zum PDF-Denkmaldokument des Landesamtes für Denkmalpflege Sachsen. Bei ehemaligen Kulturdenkmalen können die Objektnummern unbekannt sein und deshalb fehlen bzw. die Links von aus der Datenbank entfernten Objektnummern ins Leere führen. Ein ggf. vorhandenes Icon  führt zu den Angaben des Kulturdenkmals bei Wikidata.

## Ausführliche Denkmaltexte
1. ↑  Evangelische Pfarrkirche Bischheim (Dehio – Handbuch der deutschen Kunstdenkmäler / Sachsen Band 1):

Saalkirche von 1803. Von den zwei Vorgängerbauten ist nichts mehr erkennbar. Fertigstellung erst 1826. 1893 Ausbau eines Vorraumes hinter dem Altar. 1904 und 1990 Restaurierungen. Schlichter Bau mit 3/8-Schluss. Die Fassaden mit breiten Putzbändern und hohen Stichbogenfenstern. Der Turm im Osten ist im Untergeschoss quadratisch, im Glockengeschoss achteckig mit spitzer, aber gedrungener Haube. Im Inneren zweigeschossige hölzerne Emporen auf Säulen, die bis an die flache Decke reichen. Im Osten verglaste Logen, davor der schlichte hölzerne Kanzelaltar von 1803 mit halbrundem Korb. An den Seiten je zwei komposite Säulen, die das Gebälk mit Kartusche tragen. Granittaufstein von 1904. Holzkruzifix, gefasst, kräftiges Werk des 17. Jahrhunderts aus einem Vorgängerbau. An der Südwand Gemälde auf Leinwand, vielfigurige Komposition mit Darstellung der Augsburger Konfession, um 1680. Orgel von Friedrich Nikolaus Jahn, 1858, verändert.
2. ↑  Evangelische Pfarrkirche Gersdorf (Dehio – Handbuch der deutschen Kunstdenkmäler / Sachsen Band 1):

Saalkirche, im Kern spätromanisch und spätgotisch, nach Zerstörungen des Dreißigjährigen Krieges wiederaufgebaut, weitere Umbauten 1685–94 und 1889. Verputzter Bruchsteinbau, vom spätromanischen Bau ist noch der eingezogene, quadratische Chor und die halbrunde Apsis erhalten. Die Spitzbogenfenster des Langhauses in ihrer heutigen Form von 1685, das Satteldach und der Dachreiter aus Holz Ende 17. Jahrhundert, an der Chornordseite Logen, dort Steinrelief mit Wappen derer von Nostitz mit der Jahreszahl 1691, an der Saalsüdwand Spitzbogeneingang mit profiliertem Gewände. Im Westen schmaler Eingangsbau mit abgerundeten Ecken, 19. Jahrhundert. Der Saal seit den Zerstörungen des Dreißigjährigen Krieges flach gedeckt, schlichte Holzemporen an der Nord-, Süd- und Westseite, spitzbogiger Triumphbogen. Der Chor mit spätmittelalterlichem Kreuzrippengewölbe, an der Nordseite reich stuckierte Logen mit doppelten Pilastern, darüber zwei Engel im Flachrelief und Wappen derer von Nostitz in Kartusche. Der einfache Sandsteinaltar von 1617, das Altarbild mit Darstellung der Grablegung Christi. Von 1617 auch die oktogonale Holzkanzel, deren Säule im 20. Jahrhundert gekürzt wurde, der neugotische Taufstein von 1849. Orgel von Heinrich Biesterfeld, 1854. In einer Nische hinter dem Altar prächtiger, barocker Steinsarkophag mit farbiger Fassung für Joachim Ernst von Nostitz, um 1710, sein Sandsteinepitaph an der Apsisnordwand mit Darstellung des Verstorbenen in Rüstung, um 1710, ihm gegenüber Sandsteinepitaph für seine Frau Dorothea Tugendreich, geborene Schachmann, die Verstorbene in zeitgenössischer Tracht, Anfang 18. Jahrhundert. An der Chorsüdwand Grabfahne des Georg Adolf von Salza, bezeichnet 1669. Im Chor Gewölbemalereien mit den Wappen des Stammbaums der Familie von Salza aus dem 18. Jahrhundert.